# Jacquelin Culon
Jacquelin Culon est un marchand de Bourges dont il a été l’un des quatre prud’hommes en 1439.

## Réalisations
Il a conduit à partir de 1443 dans la capitale berruyère, avec Pierre Jobert et Guillot Trépaut, la construction du palais Jacques-Cœur dont il était proche. Dans le décor de la chapelle, les culots qui supportent les retombées des arcs de la voûte représentent des anges portant les armoiries des amis ou collaborateurs de Jacques Cœur, dont les siennes « De gueules au chef cousu d’azur chargé de trois targettes d’argent », aux côtés de celles de Pierre Jobert, Guillaume de Varye, Jean de Bar…
Il est mis en scène, aux côtés d'autres Seigneurs de ville, dans le cortège historique que la ville de Bourges a organisé du 11 au 13 juin 1910 pour venir en aide aux sinistrés des inondations du 22 janvier précédent. Ces grandes fêtes de l'argentier Jacques Cœur étaient inspirées de l'entrée solennelle de Charles VII à Rouen en 1449.

## Postérité
Jacques Audiberti l'a également mis en scène, avec Guillot Trépaut, dans sa pièce Cœur à cuire, où Jacques Cœur séduit Marcelle, figure de la pucelle d'Orléans.